# Niagara University
La Niagara University (NU) è un'università privata di indirizzo cattolico con sede nell'omonimo census-designated place, nello stato americano di New York.
Fu fondata a Buffalo il 21 novembre 1856 dai vincenziani come Our Lady of Angels Seminary e fu trasferita in un nuovo campus nel 1857. Prese il nome di Niagara University il 7 agosto 1883.